# 黑龙江东风矿难
黑龙江东风矿难，又称“七台河特大矿难”，2005年11月27日，中国黑龙江省七台河市煤矿公司的东风煤矿发生爆炸，当班井下有242人，169名矿工遇难、73人生还，此外还有2名机房工人死亡，事故共造成171人遇难。 此外，事故造成48人受伤，直接经济损失人民币4293.1万元。
该事故属于责任事故，是东风煤矿安全管理混乱、安全生产措施不落实、长期违章作业、事故隐患不能及时消除的必然结果。 2007年12月，七台河市新兴区人民法院对事故责任人马金光、强华、李志恒、姜恒本、张树新进行开庭审理，分别以重大责任事故罪被判处三年六个月至六年有期徒刑。 但七台河矿难发生超过两年，法院近日才开庭审理，引发一些高层领导和民众的不满。